# Ixora temehaniensis
Ixora temehaniensis är en måreväxtart som beskrevs av John William Moore. Ixora temehaniensis ingår i släktet Ixora och familjen måreväxter. Inga underarter finns listade i Catalogue of Life.